# 素利
素利（？—228年），為中國三國時期的東部鮮卑首領之一。

## 生平
中原政權封素利為王。在鮮卑素利、步度根、軻比能部混戰時，魏國護烏桓校尉田豫為三部媾和，互不侵犯。224年，軻比能又進攻素利，田豫出兵干預，打敗了軻比能的部下瑣奴。
228年素利死，其子年少，以弟成律歸為王，統領其眾。